# ヴィッラ・サン・ピエトロ
ヴィッラ・サン・ピエトロ（イタリア語: Villa San Pietro）は、イタリア共和国サルデーニャ自治州カリャリ県にある、人口約2,200人の基礎自治体（コムーネ）。

## 地理

### 位置・広がり

#### 隣接コムーネ
隣接するコムーネは以下の通り。括弧内のSUは南サルデーニャ県所属を示す。
- アッセーミニ
- プーラ
- サンタディ (SU)
- サッロク